# Flugplatz Böhlen

i7
i11
i13
Der Flugplatz Böhlen (ICAO-Code: EDOE) ist ein Verkehrslandeplatz bei Böhlen. Er wird überwiegend von Privatpiloten mit Ultraleicht- und Leichtflugzeugen genutzt.

## Flugplatz
Der Flugplatz liegt im Landkreis Leipzig zwischen Böhlen und Zwenkau, direkt an der B 2 auf einer Höhe von 131 m (430 ft) AMSL. 
Er ist für Flugzeuge bis zu einem Gewicht von 5700 kg zugelassen. Er ist im Sommer am Wochenende von 9 bis 18 Uhr Ortszeit geöffnet (Betriebspflicht), im Winter und an Wochentagen nur auf Anfrage (PPR).

## Verein
Betreiber des Flugplatzes ist der Fliegerclub Böhlen e. V. Er betreibt vorwiegend Luftsport mit Ultraleichtflugzeugen und Leichtflugzeugen. In der vereinseigenen Flugschule kann die Sportpilotenlizenz für aerodynamisch gesteuerte Ultraleichtflugzeuge erworben werden.

## Geschichte

### In der DDR
Nachdem am 1. Mai 1955 am Südrand von Böhlen bereits einige Starts von Segelflugzeugen durchgeführt worden waren, wurde am gleichen Tag des darauffolgenden Jahres auf dem Gelände des Tagebaues ein kleiner Flugtag veranstaltet. Das Gelände wurde für geeignet befunden und man begann mit dem Bau eines Flugplatzes. Man errichtete eine Flugzeughalle und 1957 wurde der regelmäßige Flugbetrieb aufgenommen. Im Jahr 1959 wurde der Drehpunkt des Tagebaus verlegt. Da die neue Kohleverbindungsbahn genau über den Flugplatz führen sollte, musste dieser mit großem Aufwand, aber mit Unterstützung der Werksleitung, verlegt werden. Der Flugbetrieb wurde im August 1960 eingestellt und im Juli 1961 am neuen Standort wieder aufgenommen. Im Jahr 1965 wurde das Gelände für den Flugzeugschlepp zugelassen. Im Jahr 1979 wurde der Flugplatz – wie viele weitere Luftsporteinrichtungen in der DDR – geschlossen bzw. „vorübergehend nicht betrieben“.

### Nach der Wende
Als nach der Wende der Luftsport wieder möglich wurde, wurde auch der Flugplatz Böhlen reaktiviert. Da für den Segelflug weder Personal noch Material zur Verfügung standen, wurde das Hauptaugenmerk auf den Ultraleichtflug gelegt: Am 15. April 1990 wurde der Ultraleichtfliegerclub Böhlen e. V. gegründet.
Im Jahr 1994 wurde eine Rundhalle aus dem ehemaligen Böhlener Werk auf dem Flugplatz aufgebaut. Außerdem wurde neben der bereits bestehenden Piste 11/29 die 06/24 angelegt, um die Lärmbelastung der Anwohner zu verringern. Im gleichen Jahr benannte sich der Verein in Fliegerclub Böhlen e. V. um. Die Betriebsgenehmigung für die neue Piste wurde 1995 ausgestellt, gleichzeitig erhielt der Platz den Status eines Verkehrslandeplatzes.
In der Nacht auf den 4. Juni 2008 brannte aufgrund von Brandstiftung eine Halle des Flugplatzes völlig ab. Im März 2009 wurde ein weiterer Brand gelegt, bei dem auch die zweite Halle niederbrannte. Der Luftsportverband Sachsen rief daraufhin zu einer Spendenaktion auf.